# Nerf auriculaire postérieur
Le nerf auriculaire postérieur est une branche collatérale du nerf facial.

## Trajet
Le nerf auriculaire postérieur est la première branche extracrânienne du nerf facial.
Le nerf auriculaire postérieur naît du nerf facial au-dessous du foramen stylo-mastoïdien. Il contourne le bord antérieur du muscle digastrique, se dirige vers le haut devant l'apophyse mastoïdienne.
Il est rejoint par le rameau auriculaire du nerf vague. Il s'anastomose avec la branche postérieure du grand nerf auriculaire et avec le nerf petit occipital.
En montant entre le méat acoustique externe et le processus mastoïdien, il se divise en deux branches :
- une branche auriculaire qui passe vers le muscle auriculaire postérieur et vers les muscles intrinsèques de la face crânienne du pavillon de l'oreille ;
- une branche occipitale qui passe en arrière le long de la ligne nuchale supérieure de l'os occipital jusqu'au muscle occipital.

## Zone d'innervation
Le nerf auriculaire postérieur innerve le muscle auriculaire postérieur, les muscles intrinsèques du pavillon de l'oreille et le muscle occipital.
C'est un nerf sensitif du pavillon de l'oreille.

## Aspect clinique

### Test d'intégrité
Le nerf auriculaire postérieur peut être testé par la contraction du muscle occipital et un test de sensibilité du pavillon auriculaire.

### Biopsie
Une biopsie du nerf auriculaire postérieur peut être le diagnostic de la lèpre.